# Bread or Revolution
Bread or Revolution è un EP del gruppo post-hardcore statunitense Strike Anywhere. Pubblicato nel 2000 dalla Fat Wreck Chords, è stato successivamente incluso nella raccolta di rarità del gruppo, To Live in Discontent.

## Tracce
1. Asleep
2. Antidote

## Formazione
- Thomas Barnett - voce
- Matt Sherwood - chitarra, voce
- Garth Petrie - basso
- Eric Kane - batteria